# 六島芸術中心
六島芸術中心（ろくとうげいじゅつちゅうしん、中国語: 六岛艺术中心、英語: Island6）は、中国上海にある、芸術家主導で運営されている展示施設およびクリエイティブ・プラットフォーム。これは2006年にフランスのキュレーター兼アーティストのトマ・シャルヴェリャが設立した。上海、香港、タイの三か所の支所と共に、六島芸術中心は「しっかり企画されたグループ展覧会で作品が展示される欧州と中国のアーティスト」を援助することを目的とする。

## 歴史

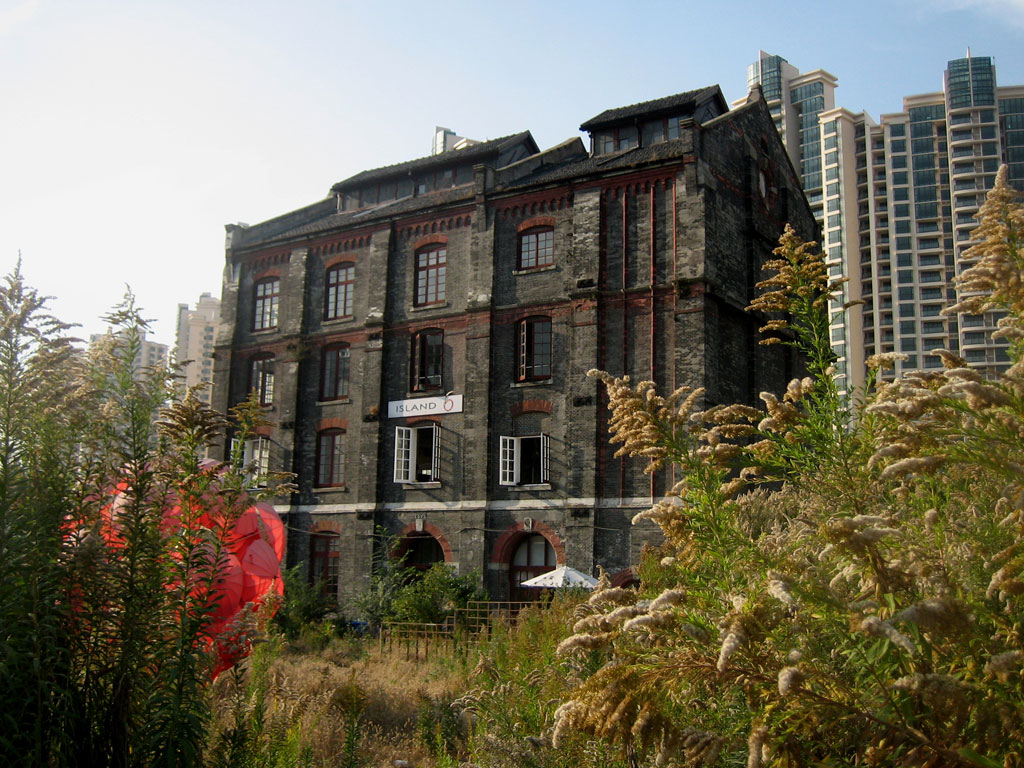
風峰面粉庫の六島芸術中心

2006年に、トマ・シャルヴェリャ、マルゲリータ・サルマソ、Zheng Guoyang、Kang Jingfang は上海の莫干山路120にある風峰面粉庫の複合施設へ、六島芸術中心を最初に設立した。Allard van Hoorn とマルゲリータ・サルマソが企画した『透明な層、電気の都市』が、そこで開かれた最初の展覧会になった。2006年6月から2008年6月まで、シャルヴェリャはここでの監督を務めた。その2年間、六島芸術中心は「遠くから這い寄ってくる高層建築」に囲まれた煉瓦街という立地、近代都市へ生まれ変わりつつある上海の好例として知られた。
2008年6月、不動産開発業者から急に立ち退きを迫られ、六島芸術中心は古い倉庫や工場にギャラリーが点在する莫干山路50号 (M50) へ移転し、今もそこにある。この新しい場所で、六島芸術中心は新進あるいは著名な中国および国際的アーティストの売り込みを続けた。

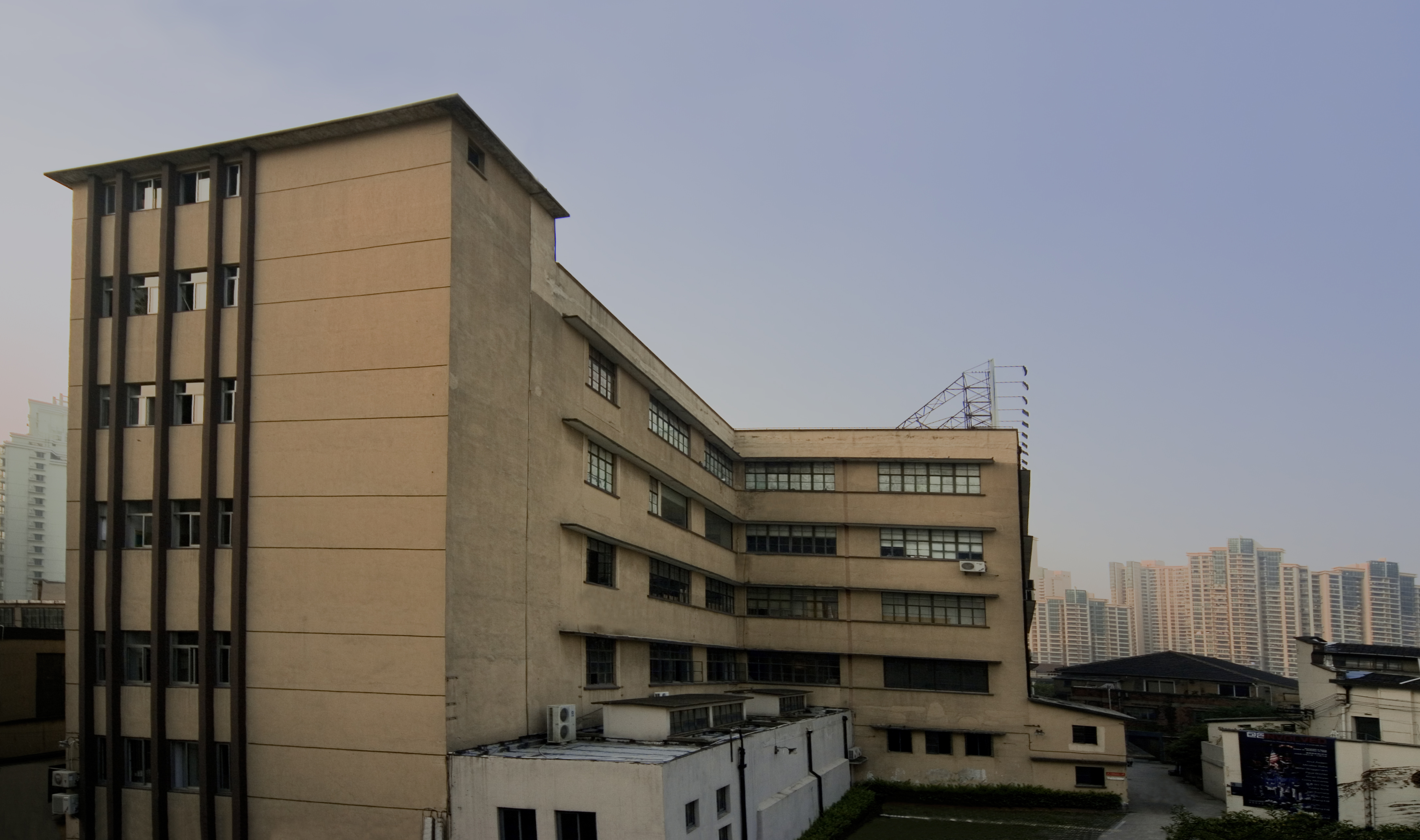
M50アート街中心部の六島芸術中心

2009年1月初めに、シャルヴェリャは監督の職を Zane Mellupe に引き継いだ。2012年に
杨倩菁が六島芸術中心、Island6 ShGarden、Island6 Bund の CEO となった。2015年に六島芸術中心は、隔週の中国エンタメ情報誌『City Weekend』の読者投票で "Best Art Gallery" に選ばれた。

## 六島アート・コレクティブ
六島アート・コレクティブは六島芸術中心で最も頻繁かつ大規模に行なわれる展示である。グループによるこの展示は、額で架けた絵に LED でデジタルムービーを組み込んだような作品をしばしば使う。六島の作品群が扱うテーマは、知覚への関り、窃視、都市開発、伝統と現代性や技術との対立、中国文化の歴史、に踏み込む傾向がある。

## コラボレーション
六島芸術中心はいくつかの高級ブランドとコラボレーションしてきている。2010年にはマカオのショッピングモール“ワン・セントラル”のルイ・ヴィトン・メゾン・ギャラリーでの「雨降り星」(Raining Stars) の展示でルイ・ヴィトンとコラボレーションした。
2010年5月には、北京の Red Gate Gallery は Hong Kong Art Fair 2010 で六島の作品を展示するよう六島芸術中心を招待し、これによって同ギャラリーは六島アート・コレクティブを上海の本拠に代わって展示する場所となり、2010年にはシドニーの White Rabbit Collection で、2011年には SH Contemporary Art Fair でも展示がなされた。この提携は実りあるもので、北京の紫雲軒 (Green T. House) での2010年の展示“Garden of Autumn Vapours”（秋の蒸気の庭）や2011年の展示“Everyday Frenzies”（毎日の狂乱）につながった。2012年に Red Gate Gallery は六島芸術中心が抱えるアーティストの展示を北京の太古酒店（北京瑜舍）で企画した。六島芸術中心は2013年6月に Red Gate Gallery で単独展示も行なった。

## 支所
現在、六島芸術中心は上海のアート街である莫干山路で4か所の拠点を持っている。2012年には香港島内の北西部で新しいギャラリーを開設した。この香港支部は皇后大道西の交差点の新街1號にあり、マルチメディアとインタラクティブな作品を通じてアジアの社会問題を探求する新しいメディア・アートを展示している。
2013年10月に六島芸術中心は上海の外灘に3番目の支部を開設した。ここは以前に紅寨当代芸術画廊 (Studio Rouge) があった場所で、福州路と中山路の角にある。ここはボランティアと上海を拠点とするアーティストが運営しており、六島アート・コレクティブの支援を行なっている。

## 関連文献
- Cook, Richard (2006). Shanghai. New York: Phaidon Press Limited. p. 42. ISBN 0-7148-4696-1
- Neidhoefer, Andrea (July 2007). “Eurasia One”. Visual Production (Visual Production Co. & Timezone8 Publications) 3:  154–9. ISBN 978-988-99609-5-7.